# 中華信義神學院
中華信義神學院（簡稱信神），為中華民國唯一信義宗的神學院，1966年由中華信義會美國差會、中華民國台灣信義會芬蘭差會、中國信義會挪威差會以及中華福音信義會挪威差會等四個差會於新竹市創立。1992年台灣六個信義宗總會全部投入興辦。

## 歷史
- 1966年：舉行第一屆開學典禮，借用新竹比拉迦教會為教室。
- 1967年：第一屆學士畢業生結業。
- 1968年：購入土地一千五百坪，即大學路現址。
- 1969年：校舍落成。
- 1976年：擴大組織，本地信義宗教會加入董事會。
- 1977年：出版第一期院訊，設立圖書館。
- 1978年：頒發基督教神學士及宗教教育學士學位。
- 1982年：加入「台灣神學院校聯合會」，為正式成員。
- 1989年：本地信義宗教會簽定「擴大興辦中華信義神學院協議書」。
- 1991年：碩士部成立：結合原有學士部學制，擴大為教會造就神樸之服事，全修及選修生每年均達百人以上。
- 1992年：台灣六個信義宗教會正式投入合作興辦神學教育。
- 1994年：成立「基層宣教部」；完成「師生綜合宿舍」及「新禮堂教室」擴建。
- 1995年：「傳統信仰與新興宗教研究中心」成立，並連續兩年舉辦『基督徒與民間喪禮研習』。
- 1997年： 學院網站正式成立。
- 1998年：「中華信義神學院出版社」正式成立營運，開展文以載「道」及文字宣教之使命。
- 2003年：「關顧與輔導碩士」學位正式招生。開辦遠距教學碩士學分班課程。
- 2004年：神學碩士學位「路德神學研究所」正式招生。成立台北、台中、嘉南、高雄四分部。
- 2005年：「神學教育暨教會資源中心大樓」開工興建；第一屆關顧與輔導碩士班學生畢業。
- 2006年：慶祝創校四十週年；建立網路同步視訊遠距課程教室。
- 2007年：作為神學教育及教會資源中心，也是福音機構聯合行政中心與合作教會崇拜、教學、活動之會堂的新建綜合大樓完工。
- 2008年：新設「以馬內利靈修會館」，供教會主日野外崇拜、小組聚會、靈修、營會、輔導等課程使用。
- 2012年：宣教中心、信徒神學研發處設立。
- 2015年：成立「教牧博士」班。
- 2019年:成立「教牧關顧中心」。

## 歷任校長(院長)
| 任別 | 姓名                              | 任期                  | 備註 |
| ---- | --------------------------------- | --------------------- | --- |
| 1    | 俞柳生(Rev. Asjorn Arvik)         | 1966年－1967年        | 來自挪威的挪威差會，曾創辦挪威信義中國傳道會(Norwegian Lutheran China Mission)                                                                               |
| 2    | 李安                              | 1967年－1968年        | 來自挪威的挪威差會 |
| 3    | 王奧篤(Rev. Otto Valder)          | 1968年－1969年        | 來自美國，曾創辦新生禮拜堂。 |
| 4    | 白謙德(Rev. Charles Batchelder)   | 1969年－1970年        | 來自美國，曾任本校董事長、曾創辦信義會仁愛堂。 |
| 5    | 馬成德(Rev. Brede Mella)          | 1971年－1972年        | |
| 6    | 陶恩生(Rev. Reubentsanja Tharson) | 1973年－1975年        | 來自美國，曾任本校教務長 |
| 7    | 柯泰理                            | 1975年－1978年        | 來自芬蘭的芬蘭差會，曾任本校圖書館館長 |
| 8    | 尼光耀                            | 1979年－1982年8月     | 來自芬蘭 |
| 9    | 徐新民                            | 1982年9月－1989年7月  | - 本校首位華人院長 - 曾任職新竹信義堂、台灣基層福音差傳會。                                                                                                  |
| 10   | 柯泰理                            | 1990年－1992年        | 來自芬蘭的芬蘭差會，曾任本校圖書館館長 |
| 11   | 江茂松                            | 1992年－1993年        | 曾擔任本校副院長、教務長、學務長，曾任職坪林沐恩堂、后里主恩堂， 離任後任職中華基督教福音信義會、中台神學院、伊甸社會福利基金會， 現任埔心基督徒聚會處牧師。 |
| 12   | 俞繼斌                            | 1993年－2014年8月     | 曾任職香港信義宗神學院、台灣信義會監督， 卸任後繼續任職本校。                                                                                                |
| 13   | 劉孝勇                            | 2014年9月－ 2021年6月 | 曾任職美國路德會沐恩華人教會、北美中華福音神學院教務主任、現任北美中華福音神學院院長。                                                                       |
| 14   | 陳農瑞（代理院長）                | 2021年7月 - 2023年6月 | 曾任中國信義會靈光堂牧師，退休後擔任中華信義神學院代理院長。                                                                                                 |
| 15   | 陳冠賢                            | 2023年7月 -迄今       | |

## 研究與附屬單位
- 傳統信仰與新興宗教研究中心
- 中華信義神學院出版社
- 宣教中心

## 教學學科
- 大學部
  - 神學學士（已停招）
- 研究所
  - 神學碩士
  - 教牧博士
  - 道學碩士
  - 關懷與輔導碩士

## 交通
高速公路：
國道一號新竹交流道(95B)→縣道122→大學路→大學路51巷→中華信義神學院
市公車/公路客運：
| 路線編號 | 營運業者 | 起訖                 | 經由                                                                             | 備註                                 |
| -------- | -------- | -------------------- | -------------------------------------------------------------------------------- | ------------------------------------ |
| 2        | 新竹客運 | 火車站－交大光復校區 | 火車站-交大博愛校區-工研院光復院區-清華大學-神學院-交大光復校區                  |                                      |
| 31       | 新竹客運 | 火車站－科園社區     | 火車站-新竹高中-工研院光復院區-清華大學-過溝-科學園區-科學二站                   | 由 過溝 上下車，步行約8分            |
| 81       | 科技之星 | 古奇峰－新莊車站     | 古奇峰-交大南大門-新安站-科學園區-過溝-建功高中-新莊車站                         | 由 過溝 上下車，步行約8分 行經建功路 |
| 182      | 國光客運 | 北大橋－高鐵新竹站   | 北大橋-火車站-工研院光復院區-清華大學-過溝-科學園區-高鐵新竹站                   | 由 過溝 上下車，步行約8分            |
| 藍線     | 新竹客運 | 直銷中心－竹中       | 漁港直銷中心-南寮-國軍新竹醫院-火車站-工研院光復院區-清華大學-過溝-科學園區-竹中 | 由 過溝 上下車，步行約8分            |
| 藍1區    | 新竹客運 | 火車站－竹中         | 火車站-工研院光復院區-清華大學-過溝-科學園區-竹中                                | 由 過溝 上下車，步行約8分            |
| 世博3    | 新竹客運 | 後站－金山公園       | 後站-建功高中-過溝-科學園區-金山公園                                             | 由 過溝 上下車，步行約8分            |
| 5608     | 新竹客運 | 新竹－下公館         | 新竹站-工研院光復院區-清華大學-過溝-科學園區-竹中口-竹東-下公館                  | 由 過溝 上下車，步行約8分 公路客運   |

國道客運：
| 路線編號 | 營運業者          | 起訖       | 經由                                                                          | 備註                                 |
| -------- | ----------------- | ---------- | ----------------------------------------------------------------------------- | ------------------------------------ |
| 1620     | 統聯客運          | 臺北－臺中 | 臺北轉運站-重陽站(三重)-林口-中壢服務區 -新竹站-水湳站-臺中教大-臺中車站      | 由 統聯客運新竹站 上下車，步行約8分  |
| 1728     | 亞聯客運          | 新竹－臺北 | 新竹轉運站-清華大學-交通大學-龍潭-大坪林-景美-公館-臺大-仁愛敦化路口          | 由 交通大學 上下車，步行約8分        |
| 1804     | 國光客運          | 新竹－基隆 | 新竹轉運站－清華大學－交通大學－林口－基隆                                    | 由 交通大學 上下車，步行約8分        |
| 1822     | 國光客運          | 新竹－臺北 | 新竹轉運站－清華大學－交通大學－捷運大橋頭站－臺北車站(承德)                  | 由 交通大學 上下車，步行約8分        |
| 1865     | 國光客運          | 新竹－林口 | 新竹轉運站－清華大學－交通大學－林口－林口長庚醫院                            | 由 交通大學 上下車，步行約8分        |
| 1866     | 國光客運          | 新竹－臺中 | 新竹轉運站-清華大學-交通大學-中清交流道-水湳站(大德國中)-臺中一中-臺中轉運站  | 由 交通大學 上下車，步行約8分        |
| 2011     | 豪泰客運          | 新竹－臺北 | 新竹轉運站－清華大學－交通大學－捷運大橋頭站－臺北車站(承德)                  | 由 交通大學 上下車，步行約8分        |
| 3777     | 阿囉哈客運        | 新竹－板橋 | 香山轉運站－新竹轉運站－新竹站－中和－板橋轉運站                              | 由 阿囉哈客運新竹站 上下車 步行約4分 |
| 3888     | 阿囉哈客運        | 臺北－嘉義 | 臺北轉運站-新莊-林口-桃園-新竹站-斗南-大林-嘉義北站-嘉義站                    | 由 阿囉哈客運新竹站 上下車 步行約4分 |
| 3999     | 阿囉哈客運        | 臺北－高雄 | 臺北轉運站-新莊-林口-桃園-新竹站-朝馬轉運站-岡山-楠梓-高雄站                  | 由 阿囉哈客運新竹站 上下車 步行約4分 |
| 5500     | 首都客運          | 新竹－臺北 | 新竹轉運站-清華大學-交通大學-行天宮-松江南京-忠孝復興-松山車站(八德)-時報廣場 | 由 交通大學 上下車，步行約8分        |
| 9003     | 三重客運 新竹客運 | 新竹－臺北 | 新竹轉運站－清華大學－交通大學－捷運大橋頭站－靜修女中－臺北轉運站            | 由 交通大學 上下車，步行約8分        |
| 9010     | 台中客運 新竹客運 | 新竹－臺中 | 新竹轉運站－清華大學－交通大學－中清－朝馬－臺中車站                          | 由 交通大學 上下車，步行約8分        |

## 外部連結
- 中華信義神學院官方網站（页面存档备份，存于）
- 中華信義神學院的Facebook專頁
- YouTube上的信義神學院影音頻道